# National Rugby League 1947
La New South Wales Rugby Football League de 1947 fue la 40.ª edición del torneo de rugby league más importante de Australia.

## Formato
Los clubes se enfrentaron en una fase regular de todos contra todos, los cinco equipos mejor ubicados al terminar esta fase clasificaron a la postemporada.
Se otorgaron 2 puntos por el triunfo, 1 por el empate y ninguno por la derrota.

## Desarrollo

### Tabla de posiciones
| Pos. | Equipo                        | Encuentros | Encuentros | Encuentros | Encuentros | Tantos | Tantos | Tantos | Puntos |
| Pos. | Equipo                        | PJ         | PG         | PE         | PP         | F      | C      | Dif    | Puntos |
| ---- | ----------------------------- | ---------- | ---------- | ---------- | ---------- | ------ | ------ | ------ | ------ |
| 1    | Canterbury-Bankstown Bulldogs | 18         | 13         | 1          | 4          | 366    | 272    | +94    | 27     |
| 2    | Balmain Tigers                | 18         | 12         | 0          | 6          | 342    | 265    | +77    | 24     |
| 3    | Newtown Jets                  | 18         | 11         | 1          | 6          | 375    | 302    | +73    | 23     |
| 4    | St. George Dragons            | 18         | 11         | 0          | 7          | 353    | 272    | +81    | 22     |
| 5    | Western Suburbs Magpies       | 18         | 11         | 0          | 7          | 295    | 253    | +42    | 22     |
| 6    | North Sydney Bears            | 18         | 9          | 1          | 8          | 287    | 278    | +9     | 19     |
| 7    | South Sydney Rabbitohs        | 18         | 9          | 0          | 9          | 314    | 328    | -14    | 18     |
| 8    | Eastern Suburbs               | 18         | 5          | 1          | 12         | 270    | 316    | -46    | 11     |
| 9    | Manly-Warringah Sea Eagles    | 18         | 4          | 0          | 14         | 242    | 364    | -122   | 8      |
| 10   | Parramatta Eels               | 18         | 3          | 0          | 15         | 230    | 424    | -194   | 6      |

|  | Postemporada. |

### Postemporada

#### Playoff
| 27 de agosto | St. George Dragons | 5 - 10 | Western Suburbs Magpies |  |  |

#### Semifinales
| 30 de agosto | Canterbury-Bankstown Bulldogs | 25 - 15 | Newtown Jets |  |  |

| 6 de septiembre | Balmain Tigers | 27 - 16 | Western Suburbs Magpies |  |  |

#### Final preliminar
| 13 de septiembre | Canterbury-Bankstown Bulldogs | 19 - 25 | Balmain Tigers |  |  |

#### Final
| 20 de septiembre | Canterbury-Bankstown Bulldogs | 9 - 13 | Balmain Tigers | Sydney Sports Ground, Sídney    |  |
|                  |                               |        |                | Asistencia: 29.292 espectadores |  |

| Bandera de Australia   |
| Campeón Balmain Tigers |
| Décimo título          |